# Puzîrkî, Slavuta
Puzîrkî (în ucraineană Пузирки) este un sat în comuna Ivanivka din raionul Slavuta, regiunea Hmelnîțkîi, Ucraina.

## Demografie
Componența lingvistică a localității Puzîrkî
     Ucraineană (100%)
Conform recensământului din 2001, toată populația localității Puzîrkî era vorbitoare de ucraineană (100%).